# Монако (футбольний клуб)
«Монако» (фр. Association Sportive de Monaco Football Club) — футбольний клуб з карликової держави Монако. Виступає в чемпіонаті Франції з футболу та представляє Францію на міжнародній арені. Є єдиним професіональним клубом князівства Монако.

## Історія

### Початковий період
1 серпня 1919 року шляхом злиття 5 організацій з князівства Монако і міста Босолей була заснована Спортивна асоціація футболу Монако. Вона стала попередницею Футбольного клубу «Монако». Сам клуб був створений 23 серпня 1924 року, і в сезоні 1924/25 клуб зіграв свій перший матч в турнірі південно-східного дивізіону. Через рік клуб став чемпіоном у турнірі цього дивізіону.
У 1930 році, коли у Франції створюється професійна футбольна ліга, «Монако» отримує запрошення увійти в неї. У сезоні 1933/34 клуб взяв участь в Дивізіоні 2 чемпіонату Франції. Однак, втриматися в професійній лізі, команді не вдалося, попри перемогу в першому матчі над «Ніццою» з рахунком 3:2. За підсумками сезону «Монако» зайняв 3-тє місце в Південній групі дивізіону, однак втратив статус професійного клубу через фінансові проблеми.
У 1939 році в місті Фонтвілль для команди був побудований новий футбольний стадіон, названий на честь князя Монако Луї II. Так у клубу з'явився власний тренувальний майданчик, який відповідав всім стандартам того часу. Наявність стадіону дозволило команді знову претендувати на вихід в професійну лігу. Однак задовольнити свої амбіції команда змогла тільки після Другої світової війни.

### Становлення клубу

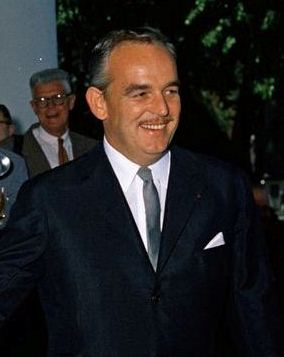
Реньє III — князь Монако

У сезоні 1948/49 «Монако» повернулося у французький професійний футбол. Незважаючи на те, що перша гра у Дивізіоні 2 проти «Ланса», закінчилася поразкою команди — 3:0, вже у другому матчі проти «Ам'єна», на своєму домашньому стадіоні Луї II команда забиває перші м'ячі. За результатами того сезону клуб залишився у Дивізіоні 2. У травні 1949 року в Монако князь Реньє III стає наступником свого діда Луї II, і бере клуб під свою опіку. У сезоні 1952/53 команді вперше в історії вдається вийти в Дивізіон 1 і закріпитися там. Цьому передує збільшення бюджету клубу до 36 млн старих франків.

### Перші досягнення

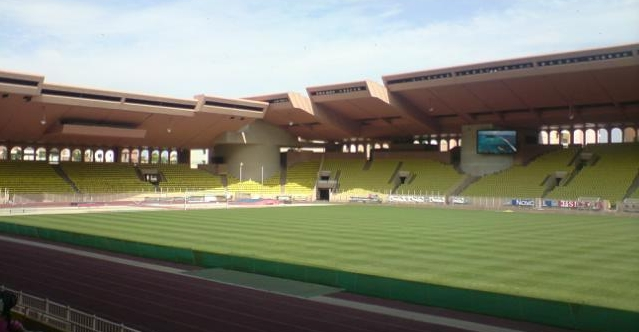
Стадіон Луї II — домашня арена клубу, побудована 1939 року

В середині 1950-х в команду приходять нові сильні гравці: Анрі Бьяншері, Мішель Ідальго, Серж Руа, що дозволяє «Монако» конкурувати з найкращими клубами чемпіонату. Негативний вплив на команду в той період зробила війна в Алжирі, під час якої команда на довгий час залишилась без низки своїх північноафриканських гравців.
У сезоні 1957/58 тренером клубу стає Люсьєн Ледюк. Під його керівництвом в сезоні 1959/60 «Монако» виграє Кубок Франції, здобувши перемогу в фіналі над «Сент-Етьєном» з рахунком 4-2. Це став перший трофей клубу в історії. Після перемоги команду в Монако зустрічали натовпи шанувальників з червоно-білими прапорами. У Монте-Карло, прикрашеному квітами, пройшла тріумфальна хода.
Цей успіх був підкріплений в наступному році, коли клуб вперше в своїй історії переміг у французькому чемпіонаті, отримавши можливість взяти участь у боротьбі за Кубок чемпіонів УЄФА. У тому ж сезоні змінилася забарвлення клубних футболок. Вони за пропозицією княгині Грейс стали червоно-білими з поділом кольорів по діагоналі. Подібна забарвлення зберігається досі.
Сезон 1962/63 команда розпочала з перемоги в міжнародному товариському турнірі — кубку Терезі-Еррера, обігравши у фіналі бразильський клуб «Васко да Гама». У 1963 році під керівництвом Ледюка клуб вдруге переміг у чемпіонаті і завоював свій другий кубок Франції, зробивши таким чином золотий дубль. Однак наприкінці 1963 року в ФК «Монако» відбуваються значні перестановки. Команду покидають головний тренер, президент і кілька найкращих гравців. З цього моменту і до повернення головного тренера Ледюка в другій половині 1970-х клуб перебуває в середині турнірної таблиці, не досягаючи особливих успіхів.

### Золотий період
У 1975 році Жан-Луї Кампора, син колишнього президента Шарля Кампори, стає головою клубу. Він умовляє Люсьєна Ледюка повернутися на посаду головного тренера на два роки з 1977 по 1979 рік. Після цього в 1978 році клуб втретє стає чемпіоном Франції. Після остаточного відходу Ледюка його місце займають спочатку Жерар Банід, а потім Люсьєн Мюллер. При Баніді клуб виграв кубок Франції в сезоні 1979/80, а 1982 року здобуває четвертий титул чемпіона Франції. При Мюллері команда також в сезоні 1984/85 виграє кубок Франції.
У 1987 році головним тренером клубу стає Арсен Венгер, який написав ще одну зоряну сторінку в історії клубу. При ньому в клуб прийшли такі футболісти як Джордж Веа, Глен Годл, Юрген Клінсманн і Юрій Джоркаєфф. При Венгері в сезоні 1987/88 клуб вп'яте стає Чемпіоном Франції, а в сезонах 1990/91 і 1991/92 — срібним призером чемпіонату Франції. Також в сезон 1990/91 команда вп'яте виграє кубок Франції, після чого ще двічі стає фіналістом кубка.
Після відходу Венгера в 1994 році команді вже не вдавалося завоювати настільки велике число нагород за такий проміжок часу. Клуб двічі завоював статус чемпіона: 1997 року під керівництвом Жана Тігана і в 2000 — під керівництвом Клода Пюеля.

### Економічна скрута

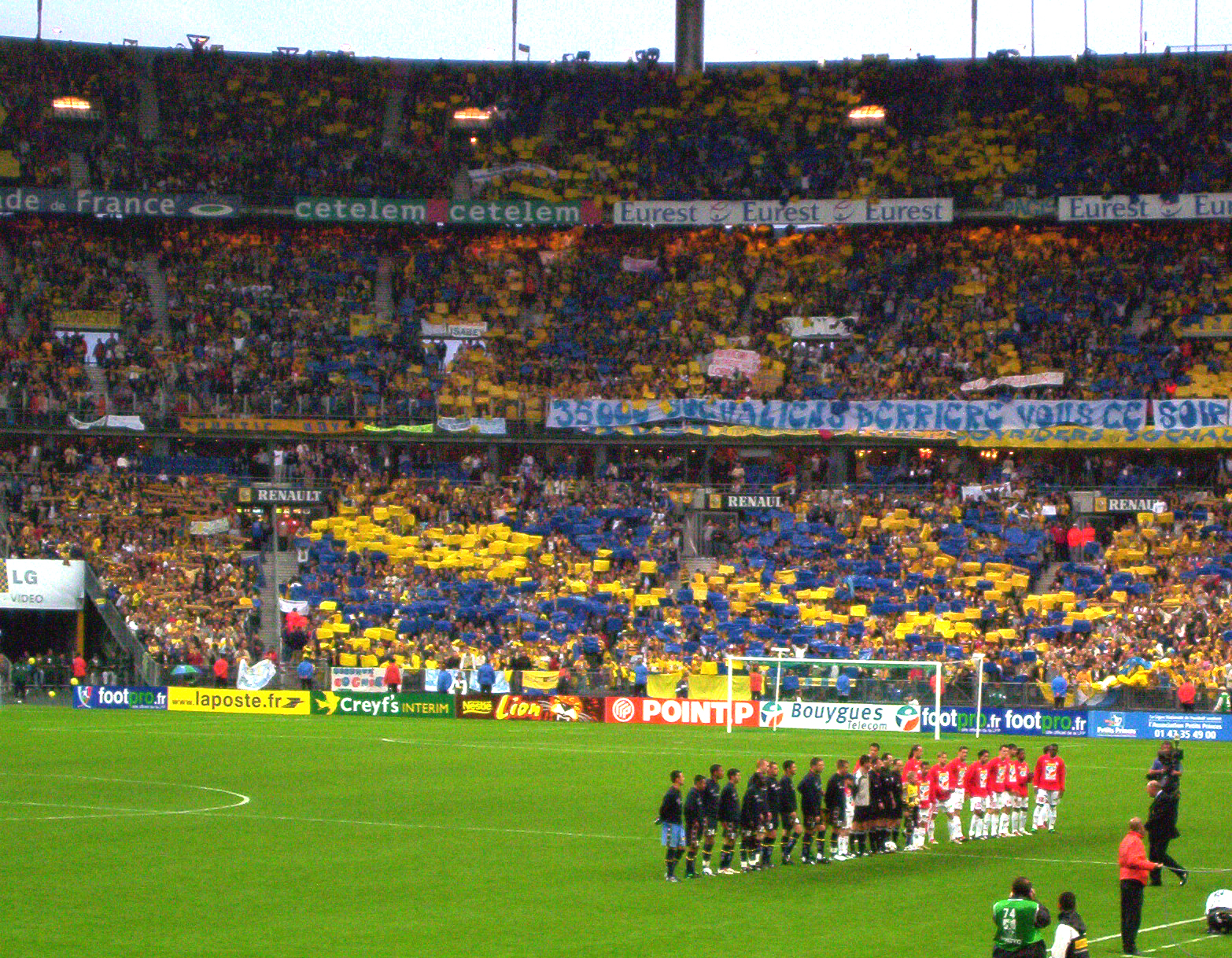
Футболісти «Монако» і «Сошо» перед фіналом Кубка французької Ліги 2003 року.

На початку 2000-х років, попри звання одного з найсильніших клубів у Франції, «Монако» починає зазнавати труднощів через своє фінансове становище. В 2003 році клуб мав борг у розмірі 50 мільйонів євро (68 мільйонів доларів), попри це клуб того сезону вперше в історії виграв Кубок французької Ліги. Наявність боргу спонукало президента клубу Жана-Луї Кампору, який очолював клуб 28 років, подати у відставку. На зміну йому прийшов П'єр Сварра, який був імовірно близький до еліти князівства, але не мав особистого досвіду роботи з футбольними клубами.

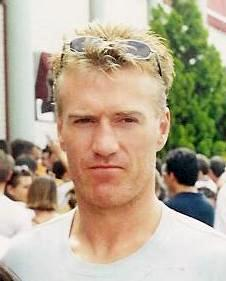
Тренер команди Дідьє Дешам, який вивів «Монако» до фіналу Ліги чемпіонів УЄФА

Наступний сезон 2003/04, враховуючи фінансовий стан клубу, був дуже вдалим. Команда під керівництвом колишнього капітана національної футбольної команди Франції Дідьє Дешама мала у своєму складі таких гравців як Фернандо Морієнтес, Людовик Жюлі, Жером Ротен і Дадо Пршо, посіла третє місце в Лізі 1 і вперше в історії дісталась до фіналу Ліги чемпіонів УЄФА, перемігши на шляху мадридський «Реал» і «Челсі».
Однак з 2004 року фінансове становище клубу починає позначатися і на його грі. Починаючи з 2005 року з команди йдуть найсильніші гравці. З 2003 по 2011 рік у «Монако» чотири рази змінюються президенти клубу, проте поліпшити фінансове становище клубу так і не вдається. У результаті в сезоні 2010/11 «Монако» покидає Лігу 1 Франції, що змушує акціонерів розглянути можливість продажу контрольного пакету клубу.

### Іноземний власник
Після того, як акціонерам клубу протягом декількох років не вдалося вирішити фінансові проблеми клубу, було ухвалене рішення про можливість передачі контрольного пакету клубу іноземному інвестору. 23 грудня 2011 року після кількох тижнів переговорів офіційно оголошено про придбання контрольного пакету клубу (66,67 %) компанією MSI (Monaco Sport Invest), що представляє інтереси сім'ї Дмитра Риболовлєва.
Через кілька тижнів після придбання змінюється управлінська структура клубу. На посаду виконавчого директора «Монако» призначається Євген Смоленцев, а на пост генерального директора запрошується Філіп Дондт. Євген Смоленцев зайнявся посиленням складу команди в трансферний період, підготовкою пропозицій щодо поліпшення організаційної структури клубу, підбором фахівців-управлінців. Через 2 місяці, коли основні завдання, покладені на нього, були виконані, Євген Смоленцев залишає посаду виконавчого директора.
Спортивним директором призначається Тор Крістіан Карлсен. У період з лютого по кінець квітня 2012 року команда проводить безпрограшну серію з 10 матчів. Цей результат дозволяє команді претендувати на повернення у Лігу 1, Однак завершує сезон команда на 8 місці. За підсумками сезону в клубі відбувається зміна головного тренера. На зміну Марко Сімоне приходить Клаудіо Раньєрі, з яким був підписаний контракт на 2 сезони, з можливістю продовження. На нього було покладено завдання повернути клуб у Лігу 1.
В першому ж сезоні італійському фахівцю вдається виграти Лігу 2 і повернути монегаський клуб в еліту.
Перед стартом в елітному дивізіоні монегаски значно підсилили свій склад, запросивши до команди багатьох відомих гравців. Зокрема до клубу приєдналися колумбійці Радамель Фалькао («Атлетіко») і Хамес Родрігес («Порту»), португалець Жуан Моутінью («Порту»), французи Жеремі Тулалан («Малага») і Жоффрей Кондогбія («Севілья»), а також молодий нападник Антоні Марсьяль («Олімпік» Ліон). На правах вільних агентів перейшли досвідчені Ерік Абідаль («Барселона») і Рікарду Карвалью («Реал Мадрид»). Всього на трансферну кампанію було витрачено близько 112 мільйонів фунтів. У сезоні 2013/14 «Монако» посів друге місце у чемпіонаті, набравши 80 очок і пропустивши вперед лише діючого чемпіона «Парі Сен-Жермен». Протягом сезону до команди також прийшли болгарський нападник Дімітар Бербатов («Фулгем») і туніський захисник Аймен Абденнур («Тулуза»). Здобутий результат дозволив «Монако» отримати право на участь у Лізі Чемпіонів на наступний сезон.
Влітку 2014 команду залишили Радамель Фалькао («Манчестер Юнайтед»), Ерік Абідаль («Олімпіакос») і зірка Чемпіонату світу-2014 Хамес Родрігес, перехід якого до мадридського «Реалу» за 60 мільйонів фунтів став найдорожчим трансфером в історії клубу. Новим наставником став португалець Леонарду Жардім, який замінив Клаудіо Раньєрі. Сезон 2014/15 монегаски завершили на третьому місці, випередивши наприкінці чемпіонату марсельський «Олімпік». У Лізі Чемпіонів «Монако» впевнено подолав груповий етап, посівши перше місце у групі D, де також грали німецький «Баєр 04», російський «Зеніт» і португальська «Бенфіка». При цьому червоно-білі забили лише чотири голи у шести матчах, але пропустили всього один м'яч (найменший показник серед усіх учасників). У 1/8 монегаскам протистояв лондонський «Арсенал», головним тренером якого був колишній наставник команди Арсен Венгер. У першому матчі «Монако» сенсаційно переміг на виїзді із рахунком 1:3 завдяки голам Жоффрея Кондогбія, Дімітара Бербатова і Янніка Феррейра-Карраско. У матчі-відповіді «Арсенал» зумів забити двічі і перемогти 0:2, але далі за правилом виїзного голу пройшов «Монако». У чвертьфіналі червоно-білі зустрілися з італійським «Ювентусом». У Турині «Монако» поступився 1:0 (єдиний гол з пенальті забив Артуро Відаль), а вдома не зміг вразити ворота суперника, зігравши 0:0. Тим не менш, враховуючи те, що це був перший виступ команди у турнірі за 10 років, його було оцінено як безумовно успішний.
Влітку 2015 клуб залишили Жоффрей Кондогбія («Інтер» Мілан) і Антоні Мартьяль («Манчестер Юнайтед»), за перехід яких червоно-білі сумарно отримали більше 60 мільйонів фунтів. Натомість до команди було запрошено чимало молодих гравців, серед яких Тома Лемар, Фарес Балулі і Стефан Ель-Шаараві і вже через два роки монегаски створили сенсацію, вигравши Лігу 1. У наступній першості «Монако» також демонстрував видовищну гру, посівши друге місце у сезоні 2018/19. Утім через рік команда ледь не понизилася в класі, дивом уникнувши перехідних матчів.

### Наші часи
19 липня 2020 року «Монако» підписав трирічний контракт із Ніко Ковачем, який у сезоні 2020/21 здобув з командою бронзові нагороди чемпіонату та право брати участь у кваліфікації до Ліги чемпіонів. Третій етап французька команда подолала, здобувши перемогу над чеською «Спартою» (2:0, 3:1). Утім на шляху до групового раунду монегасків в раунді плей-оф зупинив донецький «Шахтар» (0:1, 2:2). У Лізі Європи «Монако» здобув перемогу у групі, але в 1/8 поступився португальській «Бразі» (1:1, 0:2). Через незалежні результати керівництво монегасків 1 січня 2022 року звільнило Ніко Ковача і через два дні команду прийняв бельгійський спеціаліст Філліп Клеман. Під його керівництвом клуб у кінцівці сезону 2021/22 здійснив фантастичний ривок, вигравши поспіль 9 матчів і одного разу зігравши внічию. Завдяки цьому «Монако» посів третю позицію і знову потрапив до кваліфікації ЛЧ, яку у третьому раунді традиційно провалив, поступившись ПСВ (1:1, 2:3). У Лізі Європи монегаски з другого місця вийшли у стикові ігри, але пройти леверкузенський «Баєр 04» підопічним Філіппа Клемана не вдалося. Після обміну перемогами і поразками з рахунком 3:2 німці у серії післяматчевих пенальті пройшли в 1/8 Ліги Європи.
4 червня 2023 року Філліпа Клемана звільнили з поста головного тренера «Монако», а через місяць новим наставником команди став австрієць Аді Гюттер.  Під його керівництвом монегаски провели доволі успішний сезон 2023/24, посівши в підсумку друге місце в Лізі 1, і вперше за останні 5 років право грати у основному раунді Ліги чемпіонів 2024/25.
Впродовж сезону 2024/25 років, новачок клубу данець Міка Біерет у лютому місяці відзначився трьома хет-триками, 1 лютого 2025 року в матчі проти «Осера», 15 лютого в матчі проти «Нанта» та 28 лютого у грі проти «Реймса». За підсумками сезону монегаски потрапили до Ліга чемпіонів Етап Ліги.

## Нагороди
Ліга 1
- Чемпіон (8): 1961, 1963, 1978, 1982, 1988, 1997, 2000, 2017

Кубок Франції
- Володар (5): 1960, 1963, 1980, 1985, 1991

Кубок Французької Ліги
- Володар (1): 2003

Суперкубок Франції
- Володар (4) 1961, 1985, 1997, 2000

Кубок Гамбарделла
- Володар (2): 1962, 1972

Ліга чемпіонів УЄФА
- Фіналіст (1): 2004

Кубок володарів кубків
- Фіналіст (1): 1992

Кубок УЄФА
- Півфіналіст (1): 1996/97

Кубок Альп
- Володар (3): 1979, 1983, 1984

## Поточний склад
Станом на 30 квітня 2025
| №  | Поз. | Нац.       | Гравець                 |
| -- | ---- | ---------- | ----------------------- |
| 1  | ВР   | Польща     | Радослав Маєцький       |
| 2  | ЗХ   | Бразилія   | Вандерсон               |
| 4  | ЗХ   | Нідерланди | Джордан Тезе            |
| 5  | ЗХ   | Німеччина  | Тіло Керер              |
| 6  | ПЗ   | Швейцарія  | Деніс Закарія (капітан) |
| 7  | ПЗ   | Марокко    | Ельєсс Бен-Сегір        |
| 8  | ПЗ   | Лівія      | Алі Ельмусраті          |
| 9  | НП   | США        | Фоларін Балогун         |
| 10 | ПЗ   | Росія      | Олександр Головін       |
| 11 | ПЗ   | Франція    | Магнес Акліуш           |
| 12 | ЗХ   | Бразилія   | Кайо Енріке             |
| 13 | ЗХ   | Франція    | Крістіан Мавісса        |
| 14 | НП   | Данія      | Міка Біерет             |
| 15 | ПЗ   | Сенегал    | Ламін Камара            |

| №  | Поз. | Нац.        | Гравець          |
| -- | ---- | ----------- | ---------------- |
| 16 | ВР   | Швейцарія   | Філіпп Кен       |
| 17 | ЗХ   | Кот-д'Івуар | Вільфрід Сінго   |
| 18 | НП   | Японія      | Такумі Мінаміно  |
| 20 | ЗХ   | Франція     | Кассум Уаттара   |
| 21 | НП   | Нігерія     | Джордж Іленіхена |
| 22 | ЗХ   | Гана        | Мохаммед Салісу  |
| 27 | НП   | Сенегал     | Крепен Діатта    |
| 28 | ПЗ   | Франція     | Мамаду Кулібалі  |
| 36 | НП   | Швейцарія   | Брель Емболо     |
| 37 | ПЗ   | Франція     | Едан Діоп        |
| 41 | ПЗ   | Франція     | Лукас Міхал      |
| 42 | ПЗ   | Франція     | Саймон Буабре    |
| 50 | ВР   | Франція     | Ян Лінар         |
| 88 | ЗХ   | Франція     | Сунгуту Магасса  |

## Відомі гравці

### Французькі гравці

Джордж Веа — футболіст «Монако» у 1988—1992 роках, володар «Золотого м'яча» 1995 року.

| - Жан-Люк Етторі - Жан-Клод Ернандез - Фаб'єн Бартез - Мануель Аморос - Люк Сонор - Жорж Тома - Альфред Віталіс - Марсель Новак - Франк Дюма - Жорж Казоларі - Марсель Артелеса - Ліліан Тюрам - Раймон Кальбель - Патріс Евра | - Себаст'єн Скіллачі - Роллан Курбіс - Гаель Жіве - Т'єрі Ніно - Віллі Саньоль - Патрік Баттістон - Філіпп Крістанваль - Клод Пюель - Лоран Уар - Франсуа Лудо - Еммануель Петі - Мартен Джету - Арман Форшеріо - Марсель Діб | - Сільвен Легвінські - Дідьє Крістоф - Сабрі Лямуші - Серж Ленуар - Ален Муазан - Жан Петі - Мішель Ідальго - Теодор Шкудлапскі - Юрі Джоркаефф - Домінік Біжота - Люсьєн Коссу - Бернар Женгіні - Анрі Бьяншері - Людовік Жюлі | - Жером Ротен - Роже Ріко - Івон Дуї - Ален Курьйоль - Т'єрі Анрі - Андре Есс - Серж Руа - Давід Трезеге - Брюно Беллон - Тома Лемар - Бенжамен Менді - Кіліан Мбаппе - Джибріль Сідібе |

### Іноземні гравці
| - Філіпп Леонар - Енцо Шифо - Юрі Тілеманс - Гленн Ходдл - Марк Хейтлі - Фернандо Морієнтес - Сеск Фабрегас - Андреас Зікос - Флавіо Рома - Анрі Альберто - Марко Сімоне | - Юрген Клінсманн - Каміль Глік - Жиль Руі Барруш - Коштінья - Жуан Моутінью - Дадо Пршо - Данієль Субашич - Джон Коллінз - Умберто Барберіс - Сонні Андерсон - Фабінью | - Марсело Гальярдо - Рауль Ногес - Рауль Конті - Берт Карльє - Хосе Омар Пасторіса - Деліо Онніс - Рамон Діас - Лукас Бернарді - Хав'єр Шевантон - Хамес Родрігес - Радамель Фалькао | - Рафаель Маркес - Абдалла Л'єжон - Алі Бенарбіа - Шабані Нонда - Юссуф Фофана - Джордж Веа - Віктор Ікпеба - Тоні Сільва - Роже Менді - Кейта Бальде - Каріму Джибріль |

## Всі тренери
| - Жан Батмаль: 1948–1950 - Елек Швартц: 1950–1952 - Аджело Гріццетті: 1952–1953 - Лудвік Дупал: 1953–1956 - Антон Марек: 1956–1957 - Луї Пірроні: 1957–1958 - Люсьєн Ледюк: 1958–1963 - Роже Куртюа: 1963–1965 - Луї Пірроні: 1965–1966 - П'єр Сінібальді: 1966–1969 - Луї Пірроні: 1969–1970 - Робер Домерґ: 1969–1970 - Жан Лусіано: 1970–1972 | - Рубен Браво: 1972–1974 - Альберто Муро: 1974–1975 - Арман Форшеріо: 1976 - Люсьен Ледюк: 1977–1979 - Жерар Банід: 1979–1983 - Люсьєн Мюллер: 1983–1986 - Штефан Ковач: 1986–1987 - Арсен Венгер: 1987–1995 - Жан-Люк Етторі: 1995–1995 - Жерар Банід: 1995 - Жан Тіґана: 1995–1999 - Клод Пюель: 1999–2001 - Дідьє Дешам: 2001–2005 | - Франческо Гуідолін: 2005–2006 - Ласло Бьольоні: 2006 - Лоран Банід: 2006–2007 - Рікардо Гомес: 2007–2009 - Гі Лякомб: 2009–2011 - Лоран Банід: 2011 - Марко Сімоне: 2011–2012 - Клаудіо Раньєрі: 2012-2014 - Леонарду Жардім: 2014-2018 - Тьєррі Анрі: 2018-2019 - Леонарду Жардім: 2019- |